# 이탈리아 공화국 (1802년~1805년)
이탈리아 공화국(이탈리아어: Repubblica Italiana)은 1802년부터 1805년까지 현재의 이탈리아 북쪽 지역에 존재했던 프랑스 제1공화국의 괴뢰 정권이다.
1802년 1월 26일 나폴레옹 보나파르트가 대통령으로 취임함과 동시에 치살피나 공화국을 계승한 나라임을 선포한 나라였다. 나폴레옹은 1804년 프랑스의 황제로 즉위했고 1805년 3월 17일에 군주제를 선포하면서 국명도 이탈리아 왕국으로 변경되었다.

## 같이 보기
- 치살피나 공화국